# テイルズ オブ コモンズ
『テイルズ オブ コモンズ』（Tales of Commons、略称：TOC / コモンズ）は、2005年10月14日よりナムコから配信されているiモード用アプリケーションゲーム。2008年8月28日からはEZアプリ (BREW)版としても対応。ジャンルはRPG。

## 概要
同社のゲーム・『テイルズ オブ』シリーズの携帯電話用アプリゲーム第3弾（ミニゲームアプリは除外）。完全オリジナル作としては第2弾となる。ジャンル名は「変わりゆく世界 信じる想い 共に歩んでゆくRPG」。世界観のテーマは、テイルズ オブ+和+オリエンタル+琉球。キャラクターデザインは椎名優。全5章。
『テイルズ オブ ブレイカー』の好評を受け制作された本作はよりグレードアップした内容が求められたこともあり、各種改良の結果として家庭用ゲーム機に近いプレイ感覚が得られるようになった。戦闘以外でのボイスやスキットも追加されており、携帯アプリゲームでは初となる主題歌が採り入れられた。

## 用語
ジルフィクシィ
人間が誕生したときにその対の存在として神殿に現れ、その人間のパートナーとして生きていく、龍の姿をした生き物。大戦以降は誕生しなくなり、現在は機械じかけの人工ジルフィクシィが支給されている。
ディオニス
ユピテルとユンファヤングという二つの国家がある世界。
ユピテル
龍鉄練造学で発展してきた国で、科学分野が盛んである。龍鉄鋼を作り出す技術を発明したことで急激な発展を遂げた。
また、軍隊や兵器を持つ国としても知られ、龍鉄騎士団と呼ばれる精鋭部隊を持っている。先の大戦の発端となった国。
ユンファヤング
主に蒼魔陣術の技術促進で発展した国。蒼魔陣術とは、魔法や陰陽道を極めた存在。国には神殿に建造などが多くあり、蒼魔陣術の信仰度も高い。また、蒼魔陣衆と呼ばれる部隊を持っている。
華皇旅団（かおうりょだん）
伝説の秘宝「華皇輪」を集めている集団。
華皇輪（かおうりん）
世界を構成している要素が振り分けられた鏡。6つすべてをそろえることで、世界の再生、または滅亡させる儀式が可能となる。

## 主題歌
「キセキ」
歌 - 植村花菜

## 登場キャラクター

### パーティキャラクター
アルヴィン (Alvin)
声 - 岡田貴之
18歳 / 男性 / 身長175cm / 体重60kg
本作の主人公。冒険好きで、好奇心旺盛の明るい。父はユピテルの龍鉄騎士団で、母はユンファヤング人である。亡くなった両親の遺産で不自由なく暮らしていたが、自分の母親の故郷を訪れるため旅に出て、セフィナと出会う。武器は片手剣。
セフィナ (Sefina)
声 - 河原木志穂
17歳 / 女性 / 身長163cm / 体重48kg
本作のヒロイン。ジルフィクシィの誕生を願い、神殿に通い続ける。亡くなった母親が、ジルフィクシィに生まれ変わると信じている。大戦時に故郷と両親を亡くしたことから、ユピテル人を毛嫌いしている。しっかりした性格。武器は蒼魔棍棒。
清雲 (せいうん / Seiun)
声 - 青山穣
40歳以上 / 男性 / 身長185cm / 体重80kg
華皇旅団持国方面隊長。以前はフェルス、キーナと行動していた。礼儀正しい性格だが、頑固な一面も。武器は刀で、二刀流の使い手。
ユウ (You)
声 - 岡嶋妙
15歳 / 女性 / 身長158cm / 体重45kg
何を考えているのかわからない少女。天然ボケな性格をしている。いつもマイペースで掴み所がない。天然でローテンポな性格で、アルヴィン達を振り回す場面もちらほら。大きな秘密をもっているらしい。武器はパラソル。

### その他のキャラクター
フェルス
声 - 根津貴行
華皇旅団増長方面隊長。孤児だったが、ユピテルの大統領に拾われ、施設で戦闘の訓練を受け育つ。武器はダブルセイバー。
キーナ
声 - 武田華
華皇旅団増長方面副隊長。フェルスに恋心を抱いている。武器は蛇腹剣。
藤林 凛（ふじばやし りん）
華皇旅団のくノ一。
百地 龍蔵（ももち りゅうぞう）
戦災孤児だった凛の師匠である忍頭。
ヤルトウェイ
声 - 古田信幸
ジルフィクシィの王。
カナ
琉球風の衣装を着た謎の女性詩人。モデルは本作の歌を担当した本人。

## スタッフ
- ディレクター - 郷田努
- 企画・原案・原作 - 郷田努
- シナリオ - 郷田努 / 米持亜希子
- キャラクターデザイン - 椎名優

## 関連書籍
- テイルズ オブ モバイル ザ・コンプリートガイド ISBN 978-4-04-867113-2